# 1930 في النرويج
فيما يلي قوائم الأحداث التي وقعت خلال عام 1930 في النرويج.

## سياسة

### انتهاء فترة المنصب
- 1 يناير – ألفرد ثيودور ميكلسن نائب عضو برلمان النرويج  [لغات أخرى]‏.
- 1 يناير – أوتو هالفورسن نائب عضو برلمان النرويج  [لغات أخرى]‏.
- 1 يناير – أوفه أندرسن عضو برلمان النرويج  [لغات أخرى]‏.
- 1 يناير – أول جون اولسن عضو برلمان النرويج  [لغات أخرى]‏.
- 1 يناير – جون هيورت نائب عضو برلمان النرويج  [لغات أخرى]‏.
- 1 يناير – جوناس بيدرسن عضو برلمان النرويج  [لغات أخرى]‏.
- 1 يناير – مارتن يوليوس هالفورسن نائب عضو برلمان النرويج  [لغات أخرى]‏.
- 1 يناير – هارالد جرام عضو برلمان النرويج  [لغات أخرى]‏.
- 1 يناير – هارالد هالفورسن عضو برلمان النرويج  [لغات أخرى]‏.
- 1 يناير – هاكون أوليفر كارلسن عضو برلمان النرويج  [لغات أخرى]‏.
- 1 يناير – هانس جون جنسن عضو برلمان النرويج  [لغات أخرى]‏.
- 1 يناير – يوليوس باستيان اولسن عضو برلمان النرويج  [لغات أخرى]‏.
- 1 يناير – يوهان لودفيغ موفينكل عضو برلمان النرويج  [لغات أخرى]‏.
- 1 يناير – يوهان نيغورسفول عضو برلمان النرويج  [لغات أخرى]‏.
- 1 يناير – مارتن يوليوس هالفورسن نائب عضو برلمان النرويج  [لغات أخرى]‏.
- 1 يناير – يوليوس باستيان اولسن عضو برلمان النرويج  [لغات أخرى]‏.
- 31 ديسمبر – فالنتين فوس موفق مصالح النرويج [الإنجليزية]‏.

## رياضة
- 1 يناير – كأس النرويج 1930 الفائز أورن هورتن [الإنجليزية]‏.

## مواليد

### يناير
- 28 يناير – كاميلا كارلسون

### فبراير
- 18 فبراير – آرنه باكر

### أبريل
- 26 أبريل – بوديل كابيلين

### مايو
- 25 مايو – كارل إي. وانغ سياسي نرويجي.
- 29 مايو – أسبغورن هانسن لاعب كرة قدم نرويجي.

### يوليو
- 27 يوليو – اينار إيفرسن

### أغسطس
- 8 أغسطس – أولغا ماير صحفية نرويجية.
- 10 أغسطس – أكسل بوخ سياسي نرويجي.

### أكتوبر
- 24 أكتوبر – يوهان غالتونغ عالم اجتماع نرويجي.

### نوفمبر
- 2 نوفمبر – إدغار فالش لاعب كرة قدم نرويجي.
- 24 نوفمبر – تور هالفورسن سياسي نرويجي.
- 25 نوفمبر – إنجر ماري أندرسن ممثلة نرويجية.

### ديسمبر
- 19 ديسمبر – كنوت هيل مؤرخ نرويجي.
- 22 ديسمبر – بير بريديسين لاعب كرة قدم نرويجي.

## وفيات

### يناير
- 7 يناير – جاكوب بريدا بول (مواليد 1853) كاتب نرويجي.

### مايو
- 13 مايو – فريتيوف نانسين (مواليد 1861) رحالة ومستكشف نرويجي.

### يونيو
- 1 يونيو – هنريك جون بول (مواليد 1844) مستكشف نرويجي.
- 7 يونيو – لارس باكر (مواليد 1892) مهندس معماري نرويجي.

### أغسطس
- 19 أغسطس – بيتر كريستوفرسن (مواليد 1845) دبلوماسي نرويجي.

### ديسمبر
- 29 ديسمبر – أوسكار بورغ (مواليد 1851) ملحن نرويجي.